# Valerico Laccetti
Valerico Laccetti (o Valerio; Vasto, 18 giugno 1836 – Roma, 8 marzo 1909) è stato un pittore italiano.

## Biografia
Allievo del suo concittadino Filippo Palizzi, si formò presso l'Accademia di Belle Arti di Napoli e si specializzò nella produzione di dipinti di piccole dimensioni, con animali e figure umane. Soggiornò lungamente a Roma, dove eseguì numerosi studi sulla campagna romana, in Francia, dove realizzò Souvenir de Fontainebleau e a Vienna.
Tra le sue opere migliori il Christus imperat !, oggi presso il palazzo della Prefettura di Chieti, presentata nel 1883 all'Esposizione Internazionale di Roma. Laccetti si distinse anche nella produzione scenografie teatrali e nella ritrattistica.